# Francesca Ciardi
Francesca Ciardi (Roma, 26 de julho de 1954) é uma atriz italiana, conhecida por sua participação no gore Cannibal Holocaust (1980).
Ela foi um dos quatro atores que a polícia italiana acreditava ter sido assassinado na realização do filme de terror Cannibal Holocaust. De tão realista que foi o filme, que pouco depois do lançamento, o diretor Ruggero Deodato foi preso por acusação de assassinato. Os atores, na verdade, assinaram contratos para ficarem longe da mídia por um ano para sustentar rumores de que realmente se tratava de um filme snuff. O tribunal só se convenceu de que eles estavam vivos quando os contratos expiraram e os atores apareceram em um programa de televisão como prova.

## Filmografia
- Cannibal Holocaust (1980)
- The Tunnel (1980)
- Caccia al ladro d'autore (1985) (série de televisão)
- La ragazza dei lilla (1985)
- Mosca addio (1987)
- Safari (1991)
- Death Walks (2016)